# Gran Premio di Monaco 2009
Il Gran Premio di Montecarlo 2009 è la sesta prova della stagione 2009 del Campionato mondiale di Formula 1. Si è corso domenica 24 maggio 2009 sul Circuito di Monte Carlo a Monte Carlo.

## Vigilia

### Guerra FOTA-FIA
Il 12 maggio 2009 il CDA della Ferrari ha deciso che la scuderia non prenderà parte al prossimo mondiale se la FIA non ritirerà il nuovo regolamento.
Il giorno successivo anche la Renault annuncia l'intenzione di non iscriversi al prossimo campionato, seguendo così gli annunci di Toyota, Red Bull Racing e Scuderia Toro Rosso. La Williams ha invece annunciato di condividere le decisioni della FIA e di volere continuare in F1.
Un primo incontro tra FIA e FOTA tenuto il 15 maggio non ha ricomposto la rottura, tanto che la Ferrari agisce per vie legali contro la FIA per vedere rispettato il suo diritto di veto sulle modifiche regolamentari.
Il 20 maggio il Tribunal de grande instance di Parigi, con il giudice Jacques Gondran de Robert, ha respinto la richiesta della Ferrari di congelare il regolamento tecnico proposto dalla FIA.
Intanto, il 22 maggio si aprono le iscrizioni al campionato mondiale 2010: si iscrivono subito due nuovi team, la spagnola Campos Grand Prix e la statunitense Team USF1.

### Risvolti tecnici
La Bridgestone annuncia che per il gran premio verranno portate gomme con mescola morbida e supersoft, facendo così un'eccezione alla regola che impone di portare due mescole non contigue. A Monaco, inoltre, debutta il nuovo pneumatico intermedio che sarà utilizzato per il resto della stagione. Si tratta di una mescola più morbida, che dovrebbe garantire più aderenza.
La Red Bull monta un nuovo diffusore posteriore sulla RB5; il capo progettista Adrian Newey immagina che ciò possa migliorarne le prestazioni.

### Tour de France 2009
Parte delle tribune, quelle all'altezza della Curva del Tabaccaio, rimangono montate in quanto il Principato di Monaco ospita la partenza del Tour de France 2009 il 4 luglio. La prima tappa (cronometro individuale di 15 km) utilizza una parte del tracciato di F1: la rampa di lanciò è posizionata sul boulevard Albert Ier - in pratica nella zona del rettilineo d'arrivo della corsa automobilistica - poi i corridori salgono verso il casinò. Nel ritorno verso l'arrivo, posto poco dopo la Curva della Rascasse, i ciclisti rimboccano il tracciato presso la Curva del Portier, passando poi sotto il tunnel, superando la Chicane, la Curva del Tabaccaio e la zona delle Piscine.

## Prove
Nella prima sessione del giovedì, si è avuta questa situazione:
| Pos | N  | Pilota             | Squadra-Motore   | Tempo    | Gap   | Giri |
| --- | -- | ------------------ | ---------------- | -------- | ----- | ---- |
| 1   | 23 | Rubens Barrichello | Brawn-Mercedes   | 1:17.189 |       | 26   |
| 2   | 3  | Felipe Massa       | Ferrari          | 1:17.499 | 0.310 | 31   |
| 3   | 1  | Lewis Hamilton     | McLaren-Mercedes | 1:17.578 | 0.389 | 26   |

Nella seconda sessione del giovedì, si è avuta questa situazione:
| Pos | N  | Pilota             | Squadra-Motore   | Tempo    | Gap   | Giri |
| --- | -- | ------------------ | ---------------- | -------- | ----- | ---- |
| 1   | 16 | Nico Rosberg       | Williams-Toyota  | 1:15.243 |       | 45   |
| 2   | 1  | Lewis Hamilton     | McLaren-Mercedes | 1:15.445 | 0.202 | 35   |
| 3   | 23 | Rubens Barrichello | Brawn-Mercedes   | 1:15.590 | 0.347 | 41   |

Nella sessione del sabato mattina, si è avuta questa situazione:
| Pos | N  | Pilota            | Squadra-Motore   | Tempo    | Gap   | Giri |
| --- | -- | ----------------- | ---------------- | -------- | ----- | ---- |
| 1   | 7  | Fernando Alonso   | Renault          | 1:15.164 |       | 24   |
| 2   | 22 | Jenson Button     | Brawn-Mercedes   | 1:15.233 | 0.069 | 29   |
| 3   | 2  | Heikki Kovalainen | McLaren-Mercedes | 1:15.278 | 0.114 | 24   |

## Qualifiche
Nella sessione di qualificazione, si è avuta questa situazione:
| Pos | N  | Pilota               | Costruttore/Motore      | Q1       | Q2       | Q3       | Giri | Griglia | Massa |
| --- | -- | -------------------- | ----------------------- | -------- | -------- | -------- | ---- | ------- | ----- |
| 1   | 22 | Jenson Button        | Brawn-Mercedes          | 1:15.210 | 1:15.016 | 1:14.902 | 25   | 1       | 647,5 |
| 2   | 4  | Kimi Räikkönen       | Ferrari                 | 1:15.746 | 1:14.514 | 1:14.927 | 31   | 2       | 644   |
| 3   | 23 | Rubens Barrichello   | Brawn-Mercedes          | 1:15.425 | 1:14.829 | 1:15.077 | 26   | 3       | 648   |
| 4   | 15 | Sebastian Vettel     | Red Bull-Renault        | 1:15.915 | 1:14.879 | 1:15.271 | 27   | 4       | 631,5 |
| 5   | 3  | Felipe Massa         | Ferrari                 | 1:15.340 | 1:15.001 | 1:15.437 | 28   | 5       | 643,5 |
| 6   | 16 | Nico Rosberg         | Williams-Toyota         | 1:15.094 | 1:14.846 | 1:15.455 | 23   | 6       | 642   |
| 7   | 2  | Heikki Kovalainen    | McLaren-Mercedes        | 1:15.495 | 1:14.809 | 1:15.516 | 24   | 7       | 644   |
| 8   | 14 | Mark Webber          | Red Bull-Renault        | 1:15.260 | 1:14.825 | 1:15.653 | 20   | 8       | 646,5 |
| 9   | 7  | Fernando Alonso      | Renault                 | 1:15.898 | 1:15.200 | 1:16.009 | 24   | 9       | 654   |
| 10  | 17 | Kazuki Nakajima      | Williams-Toyota         | 1:15.930 | 1:15.579 | 1:17.344 | 28   | 10      | 668   |
| 11  | 12 | Sébastien Buemi      | Toro Rosso-Ferrari      | 1:15.834 | 1:15.833 |          | 17   | 11      | 670   |
| 12  | 8  | Nelson Piquet Jr.    | Renault                 | 1:16.013 | 1:15.837 |          | 22   | 12      | 673,1 |
| 13  | 21 | Giancarlo Fisichella | Force India F1-Mercedes | 1:16.063 | 1:16.146 |          | 18   | 13      | 693   |
| 14  | 11 | Sébastien Bourdais   | Toro Rosso-Ferrari      | 1:16.120 | 1:16.281 |          | 19   | 14      | 699,5 |
| 15  | 20 | Adrian Sutil         | Force India F1-Mercedes | 1:16.248 | 1:16.545 |          | 19   | 15      | 670   |
| 16  | 1  | Lewis Hamilton       | McLaren-Mercedes        | 1:16.264 |          |          | 4    | 20      | 645,5 |
| 17  | 6  | Nick Heidfeld        | BMW Sauber              | 1:16.264 |          |          | 11   | 16      | 680   |
| 18  | 5  | Robert Kubica        | BMW Sauber              | 1:16.405 |          |          | 12   | 17      | 696   |
| 19  | 9  | Jarno Trulli         | Toyota                  | 1:16.548 |          |          | 11   | 18      | 688,3 |
| 20  | 10 | Timo Glock           | Toyota                  | 1:16.788 |          |          | 12   | 19      | 700,8 |

## Gara

### Resoconto
Al via, Barrichello sopravanza la Ferrari di Räikkönen e le due Brawn si trovano subito in testa, davanti al finlandese, a Vettel, Massa e Rosberg. Nelle retrovie, Hamilton, partito 19º, sorpassa le Toyota. Vettel, quarto, inizia a registrare un deterioramento delle gomme supersoft dopo poche tornate; al settimo giro Massa prova a passarlo dopo il tunnel, ma è costretto a desistere tagliando la chicane e a restituire la posizione; ne approfitta Rosberg per infilarsi a sua volta al Tabaccaio. Vettel rallenta gran parte del gruppo, finché Rosberg e Massa lo passano all’undicesimo giro. Il pilota della Red-Bull è costretto al pit-stop per cambiare gli pneumatici. Al 10º giro, Buemi era finito lungo alla prima curva, tamponando la Renault di Piquet costringendo entrambi al ritiro. Pochi giri dopo finisce nello stesso punto anche la gara di Vettel, che impattando sulle barriere rompe la sospensione posteriore sinistra.
Anche le Brawn sembrano patire con le gomme supersoft, ma Button, che le ha gestite meglio del compagno, accumula un vantaggio superiore ai dieci secondi; al quindicesimo giro Räikkönen anticipa la sua prima sosta perché rallentato da Barrichello di fronte a lui. Il brasiliano si ferma un giro dopo e riesce a mantenere la posizione. Al 18º giro si ferma Rosberg, diventato leader dopo lo stop di Button. Due giri dopo stop anche per Massa che riesce a recuperare la posizione al tedesco della Williams, impresa che riuscirà anche a Webber al giro 24. Al 28º giro Kubica rientra ai box e si ritira per problemi ai freni, continuando quindi il suo periodo nero con 0 punti totali nelle prime 6 gare. Le posizioni sembrano oramai congelate, con lo stretto circuito di Monaco che non permette alcun sorpasso. Al 51º giro Kovalainen commette un errore e si schianta contro le barriere, per fortuna senza conseguenze; il finlandese era in zona punti. La rapidità dei commissari nel rimuovere la vettura permette di evitare l'entrata in pista della Safety car. Infine, nel corso dell'ultimo giro anche Nakajima finisce la sua corsa contro il guard-rail, ma verrà comunque classificato 15º per avere percorso più del 90% della distanza totale di gara.
Button conquista la sua quinta vittoria stagionale e riesce così ad aumentare il distacco nel campionato piloti, anche grazie al ritiro di Vettel. Per la prima volta nella storia della Formula 1 lo stesso motore vince tre gare di fila. Le Brawn, con un'ulteriore doppietta, dominano il campionato costruttori avendo più del doppio dei punti rispetto ai diretti inseguitori, la Red-Bull. La Ferrari avanza notevolmente nel campionato costruttori grazie agli 11 punti complessivi del week-end. Male le Toyota che dopo un avvio di stagione promettente qui a Monaco non accumulano neanche un punto, con le monoposto in visibile difficoltà sul circuito cittadino e malissimo Hamilton, il Campione del Mondo in carica, che finisce addirittura doppiato da Button.

### Risultati
I risultati del GP sono stati i seguenti:
| Pos | N  | Pilota               | Squadra-Motore       | Giri | Tempo/Ritiro                | Griglia | Punti |
| --- | -- | -------------------- | -------------------- | ---- | --------------------------- | ------- | ----- |
| 1   | 22 | Jenson Button        | Brawn-Mercedes       | 78   | 1h40'44"282                 | 1       | 10    |
| 2   | 23 | Rubens Barrichello   | Brawn-Mercedes       | 78   | +7"666                      | 3       | 8     |
| 3   | 4  | Kimi Räikkönen       | Ferrari              | 78   | +13"442                     | 2       | 6     |
| 4   | 3  | Felipe Massa         | Ferrari              | 78   | +15"110                     | 5       | 5     |
| 5   | 14 | Mark Webber          | RBR-Renault          | 78   | +15"730                     | 8       | 4     |
| 6   | 16 | Nico Rosberg         | Williams-Toyota      | 78   | +33"586                     | 6       | 3     |
| 7   | 7  | Fernando Alonso      | Renault              | 78   | +37"839                     | 9       | 2     |
| 8   | 11 | Sébastien Bourdais   | STR-Ferrari          | 78   | +1'03"142                   | 14      | 1     |
| 9   | 21 | Giancarlo Fisichella | Force India-Mercedes | 78   | +1'05"040                   | 13      |       |
| 10  | 10 | Timo Glock           | Toyota               | 77   | +1 giro                     | 19      |       |
| 11  | 6  | Nick Heidfeld        | BMW Sauber           | 77   | +1 giro                     | 16      |       |
| 12  | 1  | Lewis Hamilton       | McLaren-Mercedes     | 77   | +1 giro                     | 20      |       |
| 13  | 9  | Jarno Trulli         | Toyota               | 77   | +1 giro                     | 18      |       |
| 14  | 20 | Adrian Sutil         | Force India-Mercedes | 77   | +1 giro                     | 15      |       |
| 15  | 17 | Kazuki Nakajima      | Williams-Toyota      | 76   | Incidente                   | 10      |       |
| Rit | 2  | Heikki Kovalainen    | McLaren-Mercedes     | 51   | Incidente                   | 7       |       |
| Rit | 5  | Robert Kubica        | BMW Sauber           | 28   | Freni                       | 17      |       |
| Rit | 15 | Sebastian Vettel     | RBR-Renault          | 15   | Incidente                   | 4       |       |
| Rit | 8  | Nelson Piquet Jr.    | Renault              | 10   | Collisione con S.Buemi      | 12      |       |
| Rit | 12 | Sébastien Buemi      | STR-Ferrari          | 10   | Collisione con N.Piquet Jr. | 11      |       |

## Classifiche Mondiali

### Piloti
| Pos | Pilota             | Punti |
| --- | ------------------ | ----- |
| 1   | Jenson Button      | 51    |
| 2   | Rubens Barrichello | 35    |
| 3   | Sebastian Vettel   | 23    |
| 4   | Mark Webber        | 19,5  |
| 5   | Jarno Trulli       | 14,5  |
| 6   | Timo Glock         | 12    |
| 7   | Fernando Alonso    | 11    |
| 8   | Kimi Räikkönen     | 9     |
| 9   | Lewis Hamilton     | 9     |
| 10  | Felipe Massa       | 8     |
| 11  | Nico Rosberg       | 7,5   |
| 12  | Nick Heidfeld      | 6     |
| 13  | Heikki Kovalainen  | 4     |
| 14  | Sébastien Buemi    | 3     |
| 15  | Sébastien Bourdais | 2     |

### Costruttori
| Pos | Team             | Punti |
| --- | ---------------- | ----- |
| 1   | Brawn-Mercedes   | 86    |
| 2   | RBR-Renault      | 42,5  |
| 3   | Toyota           | 26,5  |
| 4   | Ferrari          | 17    |
| 5   | McLaren-Mercedes | 13    |
| 6   | Renault          | 11    |
| 7   | Williams-Toyota  | 7,5   |
| 8   | BMW Sauber       | 6     |
| 9   | STR-Ferrari      | 5     |